# Granadský emirát
Granadský emirát neboli Emirát Granada (arabsky ‏إمارة غرﻧﺎﻃﺔ, transkripce Imārat Ġarnāṭa), případně znám také jako království Granada nebo sultanát Granada, byl v letech 1238–1492 posledním existujícím muslimským státem Andalusie (hlavním městem byla Granada). Založila jej a vládla mu dynastie Nasrovců. Posledním panovníkem byl Muhammad XII. „Boabdil“, jehož zbavila 2. ledna 1492 trůnu Katolická Veličenstva.

## Dějiny

### Nasrovská říše
Nasrovský emirát Granada se konsolidoval v roce 1232 po porážce Arabů u Las Navas de Tolosa. Byl to poslední islámský stát na poloostrově a přetrval do roku 1492. Nemáme mnoho údajů o jeho státní organizaci a institucích, ale v zásadě byly zřejmě stejné, jako se vyvinuly u Córdobského chalifátu – vezírové, kadíové (sudí), daňoví výběrčí atp., malik (panovník) jako zákonodárce s absolutní mocí, neexistovala šlechta, takže se panovníkovi nemohl nikdo stavět na účinný odpor.

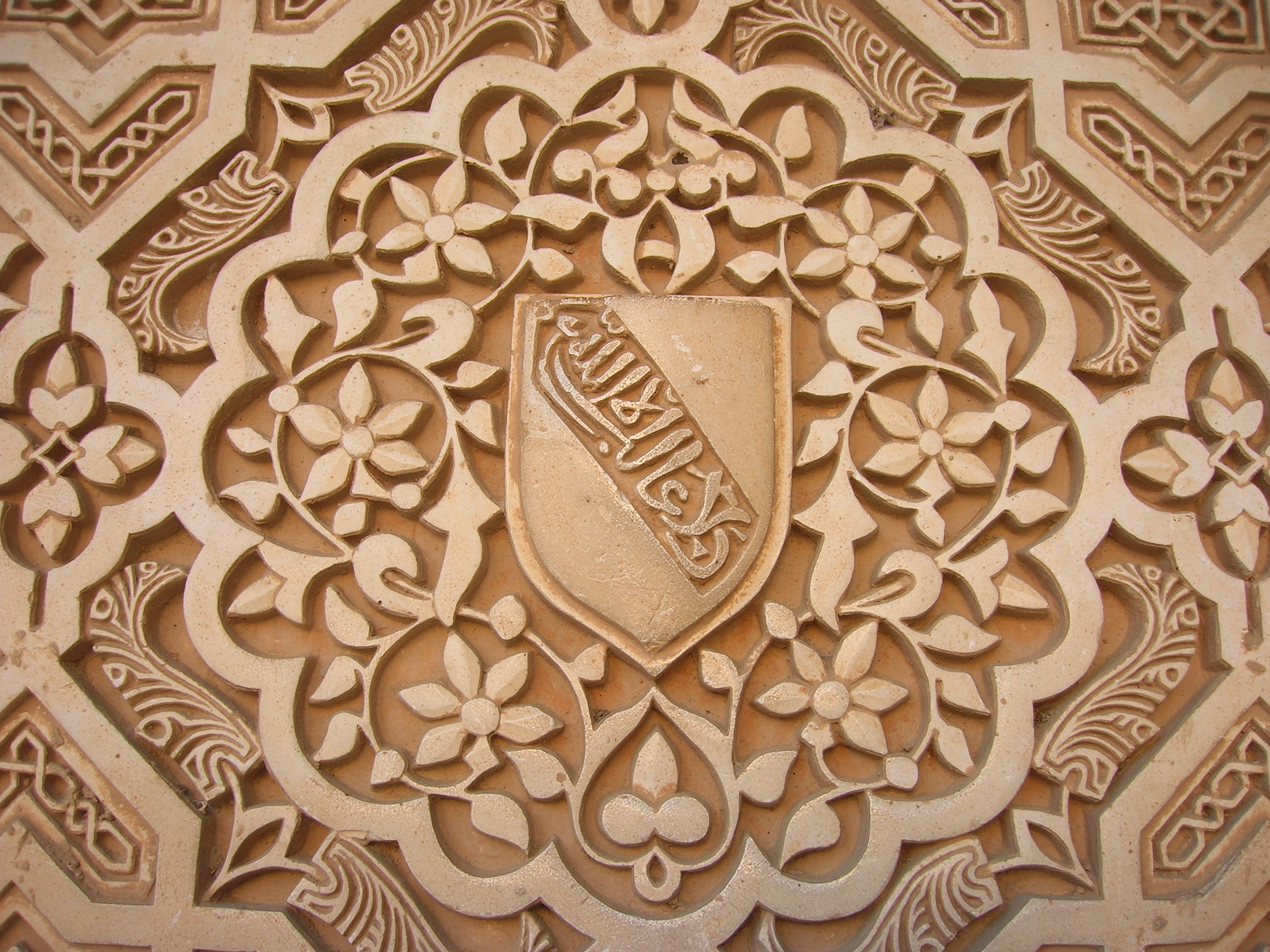
Detail výzdoby v Alhambře se znakem (erbem) Nasrovců

Výzdoba s nasrovským erbem v Alhambře

Emirát Granada a dynastie Nasrovců pocházejí od osoby Muhammada Júsufa ben Nasri „Alhamara“, který se roku 1232 prohlásil sultánem. Muhammad ibn Júsuf ibn Nasri byl za sultána uznán oligarchy z Guadixu, Bazy, Jaénu, Málagy a Almeríi. Roku 1234 se prohlásil vazalem Córdoby, ale roku 1236 dobyl Córdobu Ferdinand III. a Muhammad ibn Júsuf ibn Nasri se zmocnil vlády v Granadě jakožto Muhammad I. V roce 1236 se poddal jako vazal Ferdinandu III., což mu zaručilo další nezávislost. Roku 1238 vstoupil Muhammad ibn Nazar (nebo Nasr, zvaný al-Hamar „Rudý“ ,‏الحمر‎, protože měl zrzavý vous) do Granady Elvirskou branou, aby obsadil Palác s větrným kohoutem (starou Alhambru). Založil vlastní dynastii (23 granadských emírů) a stal se obnovitelem emirátu Granada. Ale roku 1246 se Ferdinand III. zmocnil Jaénu, aby si zajistil možnost dobýt údolí Guadalquiviru. Muhammad I. musel složit hold a Ferdinanda III. uznat za pána. Zajistil si tak 20 let míru a udržel si vládu. Emirát tak přežil i přes územní ztráty až do roku 1492. Monarchie byla zachována díky ústupkům křesťanům a díky smlouvám s Maghrebem (dnešní Maroko).
Muhammadovi I. svědčila strategicky výhodná poloha jeho říše. Přesto bývalo její území stále přelidněné, což na jedné straně neslo problémy, na druhé straně možnosti hospodářského rozvoje.
Za Muhammada II. al-Faqiha (1272–1302) začali Marínovci z Maroka posílat do Andalusie vojska, takže Nasrovci museli Marínovce uznat za své vrchní pány. Až roku 1340 byli Maročané rozhodně poraženi Kastilií v bitvě na Río Salado a museli se stáhnout do Afriky. Zároveň však od nich nemohla Granada očekávat ani žádnou další podporu. Hospodářsky upadala do závislosti na Aragonie|Aragonii a Janovu, které kontrolovaly zahraniční obchod emirátu přes přístavy v Almeríii a Málaze.
Na přelomu let 1305/1306 se Granada zmocnila severoafrického přístavu Ceuta a ovládla tak Gibraltarskou úžinu, což však vedlo ke spojenectví marockých Marínovců s křesťanskými hispánskými královstvími. Roku 1309 dobylo království Fes díky aragonské pomoci Ceutu zpět.

### Vrchol

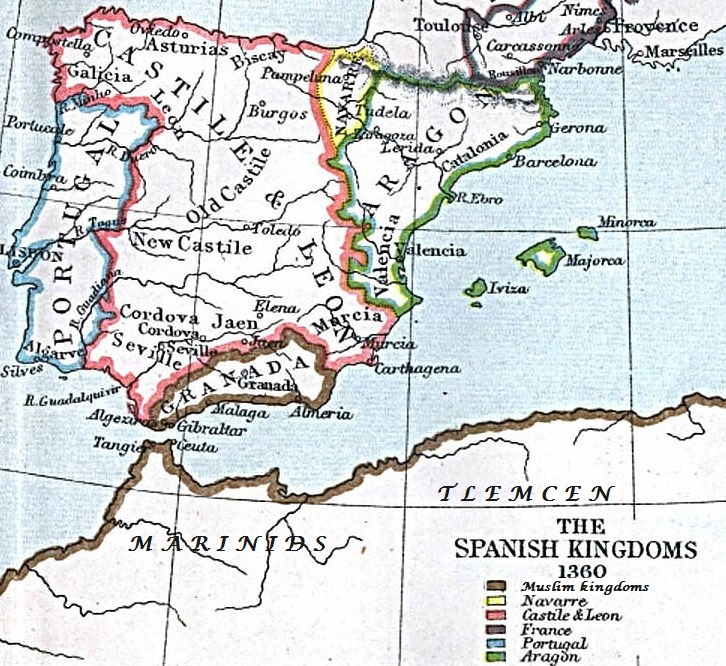
Granada v roce 1360 na mapě Pyrenejského poloostrova

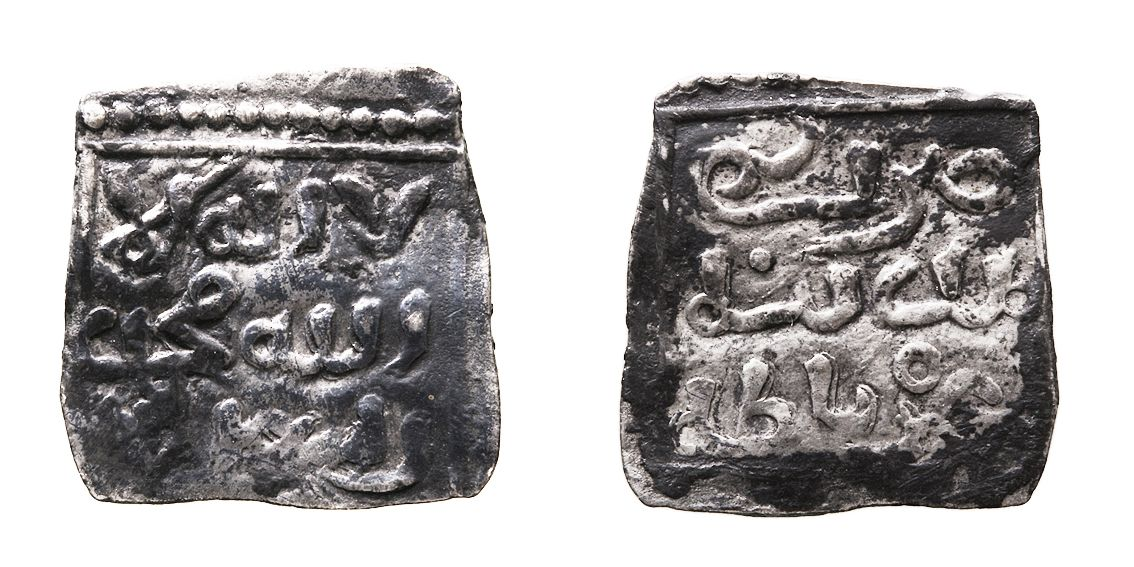
Stříbrná mince ražená Granadským emirátem

Největší kulturní a hospodářský rozkvět zažila Granada za vlády Júsufa I. (1333–1354) a Muhammada V. (1354–1359). V té době opět ovládla Gibraltarskou úžinu a ve městě Granadě se intenzivně stavělo – v Alhambře bylo postaveno několik paláců, mezi jinými Lví dvůr.
Roku 1384 odtrhl Emirát Granada Ceutu od království Fes, které ji však za tři roky dobylo zpět.

### Úpadek a pád
Následující období bylo poznamenáno trvalými dynastickými boji mezi dědici. Existence emirátu v podstatě závisela na libovůli krále kastilského a na vyvážených vztazích Aragonií.
V 15. století začal úpadek emirátu, v němž bojovalo o moc několik rodin. Granada ztrácela na územní rozloze. Roku 1462 ztratila trvale Gibraltar. Říše se na čas vzpamatovala za vlády Abu l-Hasana Aliho (1464–1482), ale nakonec získala Kastilie po spojení s Aragonií roku 1479 drtivou převahu. Válka o Granadu, vedená z křesťanské strany Ferdinandem V. Aragonským a Isabelou I. Kastilskou, začala roku 1482 a skončila v důsledku obtížných geografických podmínek až roku 1492. V roce 1485 začalo sjednocené Španělsko se systematickým dobýváním emirátu, zatímco muslimové vyčerpávali své síly v občanské válce. Granada musela roku 1492 kapitulovat. To znamenalo konec muslimské státnosti na Iberském poloostrově.
Díky obratnosti svých panovníků počínaje Muhammadem I. (1237–1273) a konče Muhammadem XII. „Boabdilem“ (Abu Abdalláh, 1482–1483 a 1486–1492) se udržel emirát Granada déle než 250 let.

## Území a hranice
Emirát Granada zabíral část dnešní provincie Jaén, část dnešní provincie Sevilla, dnešní provincie Córdoba, Cádiz, Almería, Málaga a Granada, ale až do 15. století se zmenšoval až na rozsah dnešních provincií Granada, Almería a Málaga. Město Granada se stalo jednou z nejvýznamnějších metropolí Evropy a mělo kolem 50 000 obyvatel. Albaicín obývali řemeslníci a rovinaté části na jihu, kde žili ostatní, měly rozsáhlé živnosti, byly zde celnice i medresa (, ‏المدرس, škola koránu).
Od roku 1492 tvořilo království Granada součást Kastilské koruny. V kapitulační smlouvě byla sice muslimům zajištěna náboženská svoboda, ale i přesto se politické, hospodářské a náboženské špičky vystěhovaly do Afriky. Ostatní, částečně ke konverzi přinucení muslimové, zvaní moriskové, byli po povstáních v Granadě (1499 a 1569–1571) ze Španělska vyhnáni (1609, 1611).

## Označení
V době vlády Nasrovců nazývali křesťanští kronikáři Granadu královstvím, protože Španělé považovali titul emíra za rovný královskému. Oficiálním se toto označení stalo až po roce 1492 (Reino de Granada) po připojení ke Kastilii. Vládci Granady užívali různé tituly. První panovník Muhammad I. ibn Nasr se roku 1232 prohlásil sultánem, ale musel časem uznat suverenitu Kastilie. Většina arabských vládců Granady užívala dle arabských zdrojů titul emíra.